# Lorenzo Aragón
Lorenzo Aragón, född 28 april 1974 i Cienfuegos, Kuba, är en kubansk boxare som tog OS-silver i welterviktsboxning 2004 i Aten. Han deltog även i welterviktsboxningen 1996 i Atlanta.